# Muzička psihologija
Muzička psihologija je naučna oblast koja istražuje duboku i složenu vezu između muzike, ljudskog uma i mozga, s ciljem da se shvate njihovi složeni odnos i kako njihova interakcija može pomoći da otkrijemo zašto nam je muzika toliko važna. Iako je muzička psihologija, kao jedna od najstarijih psiholoških oblasti, nastala uporedo sa razvojem psihologije kao nauke u Vuntovoj laboratoriji sve do danas ona pokazuje iznenađujuću vitalnost i otvorenost za nove ideje.
Ova oblast psihologije polazi od toga da je muzika vrsta jezika emocije, sa svojim komponentama i obrascima koji predstavljaju različita osećanja. Ljudi koji imaju poteškoće u izražavanju svojih osećanja u rečima ponekad se osećaju prijatno izražavajući ove emocije kroz muziku. Muzika ima sposobnost da imitira emocije. Vremenski obrasci muzike odražavaju naše emocionalne živote, kao što su uvod, nagomilavanje, vrhunac i zatvaranje. Na primer, spori tempo muzike prirodno prenosi tugu, jer ima strukturno sličnost sa sporošću koju možemo očekivatiu kod tužne osobe.

## Istorija

### Rana istorija (pre 1850.)
Proučavanje zvuka i muzičkih pojava pre 19. veka bilo je fokusirano prvenstveno na matematičko modelovanje visine i tona.  Najraniji zabeleženi eksperimenti datiraju iz 6. veka pre nove ere, posebno u Pitagorinom delu i njegovom uspostavljanju jednostavnih odnosa dužine žice koji su formirali konsonancije oktave. Ovaj stav da se zvuk i muzika mogu razumeti sa čisto fizičkog stanovišta ponovili su teoretičari kao što su Anaksagora i Boetije. Važan rani disident bio je Aristoksen, koji je nagovestio modernu muzičku psihologiju u svom mišljenju da se muzika može razumeti samo kroz ljudsku percepciju i njen odnos prema ljudskom pamćenju. Uprkos njegovim stavovima, većina muzičkog obrazovanja kroz srednji vek i renesansu ostala je ukorenjena u pitagorejskoj tradiciji, posebno kroz kvadrivijum astronomije, geometrije, aritmetike i muzike.
Istraživanje Vincenza Galileia (Galilejevog oca) pokazalo je da, kada se dužina žice održava konstantnom, variranje njene napetosti, debljine ili sastava može da promeni percepciju visine tona. Iz ovoga je tvrdio da jednostavni odnosi nisu dovoljni da bi se objasnio muzički fenomen i da je neophodan perceptivni pristup. Takođe je tvrdio da razlike između različitih sistema podešavanja nisu uočljive, pa su sporovi bili nepotrebni. Proučavanje tema uključujući vibraciju, konsonanciju, harmonijski niz i rezonanciju je unapređeno kroz naučnu revoluciju, uključujući radove Galilea, Keplera, Mersena i Dekarta. Ovo je uključivalo dalje spekulacije o prirodi čulnih organa i procesa višeg reda, posebno od strane Savarta, Helmholca i Keniga.

### Uspon empirijskih studija (1860–1960)
U drugoj polovini 19. veka  razvijala se moderna muzička psihologija uporedo sa pojavom opšte empirijske psihologije, koja je prošla kroz slične faze razvoja. Prva je bila strukturalistička psihologija, koju je vodio Vilhelm Vund, koja je nastojala da razbije iskustvo na njegove najsitnije definitivne delove. Ovo se proširilo na prethodne vekove akustičkog proučavanja i uključivalo je:
- Helmholca koji je razvio rezonator da izoluje i razume čiste i složene tonove i njihovu percepciju,
- filozofa Karla Štumpfa koji je koristio crkvene orgulje i sopstveno muzičko iskustvo da istražuje tembar i apsolutnu visinu,
- Vundta koji je povezivao doživljaj ritma sa kinestetičkom tenzijom i opuštanjem.

Kako je strukturalizam ustupio mesto geštalt psihologiji i bihejviorizmu na prelazu vekova, muzička psihologija se pomerila dalje od proučavanja izolovanih tonova i elemenata do percepcije njihovih međusobnih odnosa i ljudskih reakcija na njih, iako je rad stajao iza vizuelne percepcije.
U Evropi Geza Revesz i Albert Vellek razvili su složenije razumevanje muzičkog tona, au SAD se fokus pomerio na muzičko obrazovanje i obuku i razvoj muzičkih veština. Carl Seashore je predvodio ovo delo, producirajući svoje Merenje muzičkih talenata i Psihologija muzičkih talenata. Seashore je koristio opremu po meri i standardizovane testove da bi izmerio koliko performanse odstupaju od naznačenih oznaka i kako se muzičke sposobnosti razlikuju među učenicima.
Godine 1963. F. Krajsler je prvi upotrebio termin „nauka o muzici“ kada je radio na svom „godišnjaku za muzičko“ znanje. Evropska muzikologija je pronađena u grčkom. Bili su fokusirani na filozofiju i koncepte bilo kakvog odnosa sa muzikom. Nekoliko grčkih teorija se kasnije razvilo u arapske i hrišćanske teorije. Iako su njihove teorije opstale, one su usput i iskvarene, u srednjem veku Evrope.

### Savremeni period (1960-danas)
Muzička psihologija u drugoj polovini 20. veka proširila se na širok spektar teorijskih i primenjenih oblasti. Od 1960-ih ova oblast je rasla zajedno sa kognitivnom naukom, uključujući oblasti istraživanja kao što su percepcija muzike (posebno visine tona, ritma, harmonije i melodije), muzički razvoj i sklonost, muzičko izvođenje i afektivni odgovori na muziku.
Ovaj period je takođe doživeo osnivanje časopisa, društava, konferencija, istraživačkih grupa, centara i diploma specifičnih za muzičku psihologiju, trend koji je doveo istraživanja ka specifičnim primenama za muzičko obrazovanje, izvođenje i terapiju. Dok su tehnike kognitivne psihologije omogućile objektivnija ispitivanja muzičkog ponašanja i iskustva, teorijski i tehnološki napredak neuronauke u velikoj meri je uobličio pravac muzičke psihologije u 21. veku.
Dok se većina istraživanja muzičke psihologije fokusirala na muziku u zapadnom kontekstu, ovo polje se proširilo zajedno sa etnomuzikologijom kako bi se ispitalo kako se percepcija i praksa muzike razlikuju među kulturama. Takođe se pojavio u javnoj sferi. Poslednjih godina nekoliko najprodavanijih naučnopopularnih knjiga pomoglo je da se ova oblast stavi u javnu diskusiju, a posebno Daniela Levitina i Svet u šest pesama (2008), Muzikofilija Olivera Saksa (2007) i Gerija Markusa  Guitar Zero (2012). Pored toga, kontroverzni „Mocartov efekat“ izazvao je dugu debatu među istraživačima, prosvetnim radnicima, političarima i javnošću o odnosu između slušanja klasične muzike, obrazovanja i inteligencije.

## Opšta razmatranja
Muzika se shvata kao specifičan oblik ljudskog iskustva, a predmet muzičke psihologije se određuje kao sistematsko, naučno proučavanje odnosa muzičkih pojava, pravila i muzičkih aktivnosti, s jedne strane, i psiholoških pravilnosti opažanja, saznanja i afektivne reakcije povezane sa muzičkim fenomenima, s druge strane. U slopu ove definicije muzika se može razumeti u odnosu sa osnovnim mehanizmima uma, kao:
- koncepti,
- emocije,
- nagon,
- znanja,
- estetske emocije,
- lepota,
- dvostruka hijerarhija spoznaje
- jezik.

Muzika u toj hijerarhiji igra komplikovanu i dvostruku ulogu u radu uma, ona razlikuje emocije i stvara sintezu, celovitost u ljudskoj psihi. 
Na ovom putu naše spoznaje o značenju muzike za našu psihu, naučnici se služe osnovnim mehanizmima slušnog sistema i istražuju percepciju i spoznaju muzičkih elemenata, kao što su slušanja, izvođenja, stvaranja, pamćenja, analize, opisivanja, učenja i nastave, kao i primjenjenih društvenih, razvojnih, naučnih i terapijskih studija.

## Značaj muzike za ljudsku psihu
Muzika ima sposobnost da u slušaocu evocira moćne emocionalne reakcije - hladnoću i uzbuđenje. A ovaj kapacitet je univerzalan. Kako muzika izaziva emocije i zadovoljstvo, to su ključne karakteristike muzike koje objašnjavaju naše emotivne reakcije na muziku.

### Muzika kao ispričana uspomena
Slušanje muzike koja je dosta puta svirana tokom značajnog životnog događaja (npr. porodične proslave) pre mnogo godina može izazvati duboko nostalgično emocionalno iskustvo. Osećaj nije u muzici, več u onom po čemu nas ta muzika podseća. Za ilustrovanje moći muzike dobar primer je muzike koja se spominje u filmu Kazablanka, u kome glavni glumac... 
Rick zabranjuje barskom pijanisti Semu da ikada svira "Kako vreme ide", zbog nepodnošljivih osećanja tuga i gubitka koji ga prate pri slušanju te pesme.

### Sinhronizacija pokreta u muzici
Kao ljudska bića, čovek imam kapacitet i sklonost da sinhronizuje pokrete tela prema spoljnim ritmičkim stimulusima, kao što je muzika. Ritam može imati snažan efekat na kretanje, jer humani slušni sistem ima bogatu vezu sa motornim sistemima u mozgu. Ove veze pomažu u objašnjavanju zašto nas muzika često tera da želimo da plešemo i zašto osećamo prirodnu naklonost da se družimo uz muziku. 
I dok zvuci koji su jako glasni, ili iznenadne i brze templacije generišu povećano uzbuđenja, sasuprot tome, opuštajuća muzika može smanjiti osećaj anksioznosti.

### Muzika kao jezik emocije
Muzika je neka vrsta jezika emocije, sa svojim komponentama i obrascima koji predstavljaju različita osećanja. Ljudi koji imaju poteškoća u izražavajući svojih osećanja u rečima ponekad se osećaju prijatno izražavajući ove emocije kroz muziku. Muzika ima sposobnost da imitira emocije. Vremenski obrasci muzike odražavaju naše emocionalne živote, kao što su poičetak, nagomilavanje, vrhunac i zatvaranje. Na primer, spori tempo prirodno prenosi tugu, jer ima strukturno sličnost sa sporošću koju možemo očekivati u tužnoj osobi.

### Muzika kao emocionalna zaraza
Emocionali jezik muzike odnosi se na fenomen da percepcija emocije može ponekad izazvati istu emociju. Na primer ljudi pokazuju automatsko mrštenje kada posmatraju izraz lica straha i tuga. Zato muzička iskustva uključuju ne samo slušanje muzike več i gledanje izraza lica muzičara ili osoba koje sluđaju muziku. 
U tom smislu vizualni aspekti performansa u velikoj meri utiču na naša iskustva u muzici. Korišćenje izraza lica u muzici je jako važno za komunikaciju kroz emocionalni prikaz značenja muzike. Slušanje tužnog performanse u ćelijama mozga može izazvati stanje tuga kod slušalaca, kao i posmatranje nekog tužnog događaja, pretstave i sl.

### Muzika kao auditivni „kolač”
Kognitivni psiholog Steven Pinker (1997) je okarakterisao muziku kao „auditivni cheesecake (kolač)”. Po ovom mišljenju, muzika je koktel rekreativnih lekova koje unosimo kroz uvo kako bi stimulisali masu krugova zadovoljstva odjednom.
Naravno, muzika nije pilula koja, kada se proguta, neizbežno proizvodi određeno stanje duha. Međutim, kao i druge nagrade (npr. hrana, seks i novac), prijatna muzika aktivira sistem zadovoljstva i nagrađivanju. Kada nešto uhvati naše uvo, volimo to da se beskrajno ponavljamo u pesmi, jer nas to može zadovoljiti poput čizkejka.

### Muzika kao slušna kućica
Kognitivni psiholog Steven Pinker (1997) okarakterisao je muziku kao "slušnu kućicu". Po ovom mišljenju, muzika je koktel rekreativnih lekova koje unosimo kroz uvo kako bi stimulisali masu krugova zadovoljstva odjednom. Naravno, muzika nije pilula koja, kada se proguta, neizbežno proizvodi određeno stanje duha. Međutim, kao i druge nagrade (npr. hrana, seks i novac), prijatna muzika aktivira sistem zadovoljstva i nagrađivanja. Kada nešto uhvati naše uvo, volimo to da se beskrajno ponavlja u pesmi, jer mi ne možemo dovoljno da se naslušamo.

### Anticipacija muzike
Ono što čini muziku toliko emocionalno moćnom je stvaranje očekivanja. Istraživanje pokazuje da je anticipacija ključni element u aktiviranju sistema nagrađivanja i izazivanja muzičkog zadovoljstva. Neočekivane promene intenziteta muzičkih karakteristika i tempa predstavljaju jedno od glavnih načina kojim muzika izaziva snažan emocionalni odgovor kod slušalaca. Sa dovoljno izloženosti, razlika između očekivanih i stvarnih događaja se smanjuje tako da slušaoci počinju da predviđaju ove događaje. A muzika postaje manje prijatna.

### Muzika i strahopoštovanje
Muzika u nama izaziva i strahopoštovanje izraženo kroz osećanje plača, jer osećamo strah ali i divljenje. Osećaj je neuobičajeno čudo kada shvatimo šta su drugi umovi sposobni da tako nešto stvore.  Kao odgovor na ove emocije, često se kod nas javlja motivacija da poboljšamo sebe i društvo u komeživimo.

## Glavne oblasti primene
Muzička psihologija sa naučnog i praktičnog apekta primenjuje se u nekoliko oblasti:
Pedagoškom radu — koji se bavi pitanjima obrazovanja i obuke muzičara;
Muzikološkim studijama — koje su, pre svega, povezane sa problemima reflektovanja stvarnosti u muzici i pokazivanja procesa formiranja umetničkog značenja u muzičkom radu;
Sociološko-psihološkom radu — koji se odnosi na različite zakonitosti o postojanju muzike u javnoj svesti;
Kliničkoj psihologiji — koja interesuje naučnike u smislu najčešćih zadataka proučavanja ljudske psihike, estetskih potreba i kreativnih manifestacija.
Ćisto muzičkom smislu — kao polje primene muzičke psihologije koje obuhvata sve vrste muzičkih aktivnosti: komponovanje muzike, sviranje muzike, percepciju muzike, muzičko-teorijske analize, muzičko obrazovanje.

## Literatura
- Deutsch, D., ур. (1982). The Psychology of Music, 1st Edition. New York: Academic Press. ISBN 978-0-12-213562-0..
- Deutsch, D., ур. (1999). The Psychology of Music, 2nd Edition. San Diego: Academic Press. ISBN 978-0-12-213565-1..
- Deutsch, D., ур. (2013). The Psychology of Music, 3rd Edition. San Diego: Academic Press. ISBN 978-0-12-381460-9..
- Dowling, W. Jay; Harwood, Dane L (1986). Music Cognition. San Diego: Academic Press. ISBN 978-0-12-221430-1..
- Hallam, Cross, & Thaut, (eds.) (2008). The Oxford Handbook of Music Psychology. Oxford: Oxford University Press.
- Krumhansl, Carol L. (2001). Cognitive Foundations of Musical Pitch. Oxford: Oxford University Press. ISBN 978-0-19-514836-7..
- Patel, Anirrudh D. (2010). Music, language, and the brain. New York: Oxford University Press.
- Richard Parncutt (1989). Harmony: A Psychoacoustical Approach. Berlin: Springer.
- Sloboda, John A. (1985). The Musical Mind: The Cognitive Psychology of Music. Oxford: Oxford University Press. ISBN 978-0-19-852128-0..
- Lerdahl, F. and Jackendoff, R. (21996). .
- Jackendoff, Ray (1987): Consciousness and the Computational Mind. Cambridge: MIT Press. Chapter 11: Levels of Musical Structure, section 11.1: What is Musical Cognition?
- Temperley, D (2004). The Cognition of Basic Musical Structures. The MIT Press. ISBN 978-0-262-70105-1..
- Thompson, W. F. (2009). Music, Thought, and Feeling: Understanding the Psychology of Music. New York: Oxford University Press. ISBN 978-0-19-537707-1..
- Zbikowski, Lawrence M.. Conceptualizing Music: Cognitive Structure, Theory, and Analysis. Oxford University Press, USA. 2004.  978-0-19-514023-1..
- North, A.C. & Hargreaves, D.J. .